# Tubercoloma
Il tubercoloma è una manifestazione clinica della tubercolosi che avviene per conglomerato di tubercoli e radiologicamente simula un tumore.

## Generale
Trattandosi di evoluzioni dei complessi primari, i tubercolomi possono contenere all'interno caseum o calcificazioni.
Potendo viaggiare per via ematica e linfatica possono colpire ciascun organo, come ad esempio il cervello il cieco, le ovaie, le ghiandole mammarie, i polmoni, l'esofago, l'intestino, il fegato, il pancreas, le ossa e tanti altri.
Dalle attuali conoscenze è possibile definire il tubercoloma come una manifestazione radiologicamente uguale ad un cancro anche nelle PET e TAC.
Anche l'aspetto istologico, clinico e dei marcatori tumorali come ad esempio il CA-125 sono sovrapponibili, pertanto spesso è difficile differenziare il tubercoloma dal cancro.
Per questi motivi l'ipotesi micobatterica dovrebbe essere sempre considerata nella diagnosi differenziale del cancro.

## Diagnosi
Oltre ai tradizionali esami di routine è bene precisare che il campione non va fissato, ma mandato in asciutto o al massimo con qualche goccia di acqua fisiologica in laboratorio per l'esame diretto al microscopio e poi per quello colturale.